# لويس بريما
لويس بريما (بالإيطالية: Louis Prima)‏ (مواليد 7 ديسمبر 1910 في نيو أورلينز - 24 أغسطس 1978)، هو مغني وفنان ترفيهي وقائد فرقة موسيقية وممثل وكاتب غنائي أمريكي من أصول إيطالية، بدأ مسيرته الفنية عام 1929. مُتخصص بموسيقى الجاز والسوينغ. وقد شكل فرقة موسيقية على نمط الجاز في نيو أورلينز في أواخر العشرينيات.

## وصلات خارجية
- لويس بريما على موقع IMDb (الإنجليزية)
- لويس بريما على موقع الموسوعة البريطانية (الإنجليزية)
- لويس بريما على موقع روتن توميتوز (الإنجليزية)
- لويس بريما على موقع ألو سيني (الفرنسية)
- لويس بريما على موقع ميوزك برينز (الإنجليزية)
- لويس بريما على موقع أول موفي (الإنجليزية)
- لويس بريما على موقع قاعدة بيانات برودواي على الإنترنت (الإنجليزية)
- لويس بريما على موقع قاعدة بيانات الأفلام السويدية (السويدية)
- لويس بريما على موقع إن إن دي بي (الإنجليزية)
- لويس بريما على موقع أول ميوزيك (الإنجليزية)
- الموقع الرسمي